# Пишкець (річка)
Пишке́ць (рос. Пышкец) — річка в Глазовському районі Удмуртії, Росія, ліва притока Люму.
Бере початок на Верхньокамській височині. Протікає на південний схід та південний захід, впадає до річки Чепца біля села Усть-Пишкець.
Притоки:
- праві — Шудзя, Люм

На річці, в гирлі, стоїть село Усть-Пишкець. Біля села Пишкець збудовано автомобільний міст.